# 羽生領利根川水防事務組合
羽生領利根川水防事務組合（はにゅうりょうとねがわすいぼうじむくみあい）は、埼玉県羽生市、加須市の2市が設立している一部事務組合。
加須市・羽生市水防事務組合に改称されている。

## 概要

### 事務所
- 羽生市役所内

### 主な事務内容
- 利根川右岸の水防に関する事務を構成自治体で共同処理を行っている。平成22年3月23日、構成市町の加須市及び北埼玉郡大利根町等の合併により、加須市・羽生市水防事務組合と改称した。

### 水防を行う区域
- 利根川右岸のうち行田市、羽生市境（130k560m地点）から加須市大利根地域、久喜市栗橋地区境（152k35m地点）まで。

### 組織
- 組合議会
  - 議員定数：各市町議会において当該市町議員の被選挙権を有するもので、水防の学識経験があり、かつ熱意があると認めるもののうちから羽生市 9名、加須市 4名、大利根町 4名を組合の議会の議員を選挙する。但し、羽生市 4名、加須市 2名、大利根町 2名の組合議会の議員は、各市町議会の議員の被選挙権を有するもので、水防の学識経験があり、かつ、熱意があると認めるもので、当該市町長の推薦する候補者のうちから選挙する。任期は4年。
- 組合執行機関
  - 管理者：1人（羽生市長）
  - 副管理者：2人（関係市町長及び収入役の中から組合の議会の同意を得て管理者が任免）
  - 監査委員：1人（管理者が議会の同意を得て組合の議員及び識見を有する者のうちから選任）

### 組合経費負担割合
- 羽生市 53.5％
- 加須市 23.0％
- 大利根町 23.5％ （2010年3月23日加須市と合併）
- 合計 100％

## 沿革
2010年3月、構成市町の加須市と大利根町合併したことから、組合名称を加須市・羽生市水防事務組合に改称した。